# Brasilianische Rugby-Union-Nationalmannschaft
Die brasilianische Rugby-Union-Nationalmannschaft (portugiesisch Seleção Brasileira de Rugby Union) ist die Nationalmannschaft Brasiliens in der Sportart Rugby Union und repräsentiert das Land bei allen Länderspielen (Test Matches) der Männer. Sie hat den Spitznamen Os Tupis („die Tupis“), nach dem gleichnamigen indigenen Volk. Die organisatorische Verantwortung trägt der im Jahr 1963 gegründete Verband Confederação Brasileira de Rugby (CBRu). Brasilien wird vom Weltverband World Rugby in die dritte Stärkeklasse (third tier) eingeteilt. Das Team gilt als die sechstbeste Nationalmannschaft auf dem amerikanischen Doppelkontinent (nach Argentinien, den Vereinigten Staaten, Kanada, Uruguay und Chile).
Das erste Test Match fand 1950 gegen Uruguay statt. Der größte Erfolg bislang war der Gewinn der Südamerikameisterschaft 2018. Seit 2016 nimmt Brasilien an der jährlichen Americas Rugby Championship teil, zusammen mit der zweiten Mannschaft Argentiniens, Chile, Kanada, Uruguay und den USA. Die Mannschaft konnte sich bislang noch nicht für eine Weltmeisterschaft qualifizieren.

## Organisation
Verantwortlich für die Organisation von Rugby Union in Brasilien ist die Confederação Brasileira de Rugby (CBRu). Der Verband wurde 1963 unter dem Namen União de Rugby do Brasil (URB) gegründet und 1970 in Associação Brasileira de Rugby (URB) umbenannt; seinen heutigen Namen trägt er seit 2010. Der Verband ist seit 1995 Vollmitglied des International Rugby Football Board (IRFB; heute World Rugby). Er war außerdem im Jahr 1988 Gründungsmitglied des südamerikanischen Kontinentalverbandes CONSUR (heute Sudamérica Rugby).
Die höchste Rugby-Union-Liga des Landes ist die seit 1964 bestehende Campeonato Brasileiro de Rugby mit zwölf Mannschaften (deshalb auch der Markenname Super 12). Die meisten davon kommen aus dem Bundesstaat São Paulo. Einst stammten die meisten Spieler der Nationalmannschaft aus dieser Liga und waren Amateure. Seit 2020 gehören sie jedoch überwiegend dem Team Cobras an, das an der Profiliga Super Rugby Americas teilnimmt. Diese umfasst auch Teams aus Argentinien, Chile, Paraguay, Uruguay und den Vereinigten Staaten. Weitere Spieler sind vor allem in Europa als Profisportler tätig.
Neben der eigentlichen Nationalmannschaft ruft die CBRu weitere Auswahlmannschaften zusammen. Wie andere Rugbynationen verfügt Brasilien über eine U-20-Nationalmannschaft, die an den entsprechenden Weltmeisterschaften teilnimmt. Hinzu kommt Brazil Sevens, die Nationalmannschaft für Siebener-Rugby. Kinder und Jugendliche werden bereits in der Schule an den Rugbysport herangeführt und je nach Interesse und Talent beginnt dann die Ausbildung.

## Geschichte

### Einführung und Verbreitung von Rugby

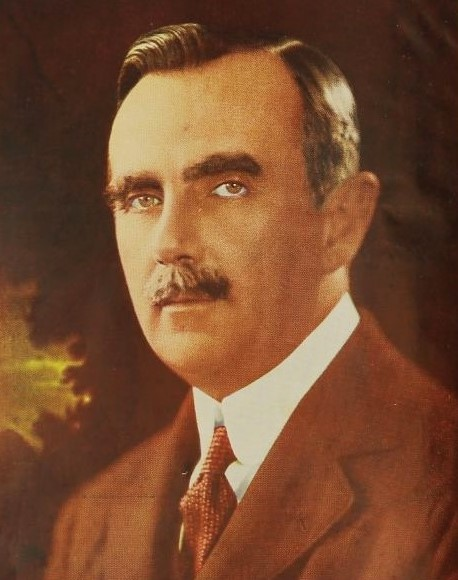
Charles William Miller gilt als Begründer des brasilianischen Fußball und Rugby

Wie in anderen südamerikanischen Ländern führten britische Einwanderer den Rugbysport Ende des 19. Jahrhunderts in brasilianischen Hafenstädten ein. Sie gründeten mehrere Athletikvereine, in denen auch Fußball gespielt wurde. Am ersten dokumentierten Rugbyspiel in Brasilien nahm 1891 unter Aufsicht von Charles William Miller der São Paulo Athletic Club (SPAC) teil. Danach war vor allem Augusto Shaw in der weiteren Verbreitung des Rugby aktiv, während sich Miller ausschließlich dem Fußball widmete.
In den 1920er und 1930er Jahren erlebte das brasilianische Rugby eine Blütezeit, erfuhr jedoch nicht dieselbe Aufmerksamkeit wie Fußball. Rugby spielten weitgehend Personen mit einer britischen Herkunft oder sonstigen Verbindung mit dem Vereinigten Königreich. 1926 wurde eine eigene brasilianische Liga begründet. Gegen 1932 wurde eine Nationalmannschaft zusammengestellt, die Brasilien erstmals in einem Länderspiel gegen eine südafrikanische Mannschaft vertrat, die Partie ging jedoch verloren. Der Sport erfuhr einen Rückschlag, als die autoritäre Diktatur des Estado Novo ihm die Anerkennung als Nationalsport verweigerte, da er nur in vier Bundesstaaten ausgeübt wurde; die erforderliche Anzahl waren fünf Bundesstaaten. Zwischen 1941 und 1946 kam Rugby durch den Zweiten Weltkrieg wie in vielen anderen Ländern zum Erliegen.

### 1950er bis 1990er Jahre
Im Februar 1951 hätte Brasilien an den ersten Panamerikanischen Spielen in Buenos Aires teilnehmen sollen, doch das Rugbyturnier kam aus organisatorischen Gründen nicht zustande. Es wurde auf September verschoben und nun als ABCU-Turnier bezeichnet (nach den vier Teilnehmerländern). Beim ersten Rugby-Kontinentalwettbewerb verlor Brasilien alle drei Spiele: mit 0:68 gegen Chile, mit 0:72 gegen Argentinien (traditionell einem der stärksten Teams weltweit) und mit 10:17 gegen Uruguay. Sieben Jahre später erhielt das Turnier nachträglich die Anerkennung als erste Südamerikameisterschaft. In den 1950er Jahren war Rugby in Brasilien nur auf sporadischer Basis organisiert; es gab keinen offiziellen Verband und die Nationalmannschaft wurde ausschließlich von Jimme Macintyre, dem Organisator der SPAC, zusammengestellt. Brasilien spielte erst wieder bei der Südamerikameisterschaft 1961 Test Matches, unterlag dort jedoch Uruguay, Argentinien und Chile. Der heutige Verband Confederação Brasileira de Rugby (CBRu) wurde 1963 unter dem Namen União de Rugby do Brasil (URB) mit dem Ziel der effektiveren Organisation gegründet. Erster Verbandspräsident war Harry Donovan. Wesentlich besser verlief die Südamerikameisterschaft 1964, als Brasilien nach einem Unentschieden gegen Chile (16:16), einer weniger deutlichen Niederlage gegen Argentinien (8:30) und einem Sieg gegen Uruguay (15:8) den zweiten Platz erreichte. Danach nahm Brasilien erst wieder an der Südamerikameisterschaft 1971 teil; dort gelang jedoch nur ein Sieg gegen Paraguay, während gegen Argentinien, Uruguay und Chile deutliche Niederlagen resultierten.
1970 benannte sich der brasilianische Verband in Associação Brasileira de Rugby (URB) um und in den folgenden Jahren begann sich das Rugby dank der verbesserten Strukturen auch außerhalb der britischen Gemeinschaft des Landes zu verbreiten. Brasiliens Rugby erfuhr einen regelrechten Wachstumsschub; der Sport wurde an den Universitäten des Landes angeboten und das Land gehörte vermehrt zu den Zielen von Touren namhafter Rugbynationen. 1974 empfing Brasilien erstmals Frankreich und unterlag mit 7:99. In den Südamerikameisterschaften der Jahre 1973, 1975 und 1979 unterlag das Team jeweils Argentinien, Chile und Uruguay, während Siege gegen Paraguay gelangen. Hingegen resultierte 1977 nach vier Niederlagen der letzten Platz.
Als das Nachbarland Argentinien sämtliche sportlichen Begegnungen mit Südafrika untersagte, bildete sich 1980 eine „Schattenmannschaft“ namens Sudamérica XV (auch Jaguares Sudamericanos genannt). Zwar setzte sie sich überwiegend aus Argentiniern zusammen, doch auch mehrere Brasilianer gehörten ihr an. Die insgesamt fünf betroffenen Verbände erkannten die Mannschaft offiziell nicht an, duldeten sie aber stillschweigend. Im Verlaufe der nächsten vier Jahre trat die Sudamérica XV achtmal gegen die Springboks, die südafrikanische Nationalmannschaft, an, konnte aber nur ein Spiel für sich entscheiden (am 3. April 1982 in Bloemfontein). Argentinien, der ungeschlagene Gewinner aller bisherigen Kontinentalmeisterschaften, verzichtete auf die Teilnahme an der Südamerikameisterschaft 1981, was den anderen Teilnehmern die Möglichkeit eröffnete, erstmals den Titel zu erringen. Die Brasilianer erlitten jedoch drei deutliche Niederlagen gegen Chile, Uruguay und Paraguay, woraufhin sie Gruppenletzter wurden.
1985 besuchte Frankreich abermals Brasilien, traf diesmal auf eine gefestigtere Mannschaft und gewann mit 41:6. Ebenfalls im Jahr 1985 beschloss der International Rugby Football Board (IRFB; heute World Rugby), der damals noch sehr exklusiv war und nur acht Mitglieder zählte, die Einführung der Weltmeisterschaft. Für die erste Austragung 1987 vergab der IRB neun Startplätze durch Einladungen, wobei Brasilien unberücksichtigt blieb.
Nach acht Jahren Pause nahm Brasilien 1989 wieder an der Südamerikameisterschaft teil, konnte jedoch lediglich Paraguay bezwingen. Im selben Jahr gehörte der brasilianische Verband zu den Gründungsmitgliedern des Kontinentalverbandes CONSUR (heute Sudamérica Rugby), der 1989 in den IRB aufgenommen wurde. 1991 und 1993 belegte die Mannschaft nach jeweils vier Niederlagen nur den letzten Gruppenplatz. Brasilien wurde 1995 Mitglied des IRFB und nimmt infolgedessen seitdem an WM-Qualifikationen teil. Dadurch waren Brasiliens Spiele der Südamerikameisterschaft 1993 nicht Teil der Qualifikation zur Weltmeisterschaft 1995. Ein Jahr später endete die erste Teilnahme an einer WM-Qualifikation enttäuschend, als es Trinidad und Tobago mit 0:41 unterlag und damit die Weltmeisterschaft 1999 verpasste.

### Im neuen Millennium

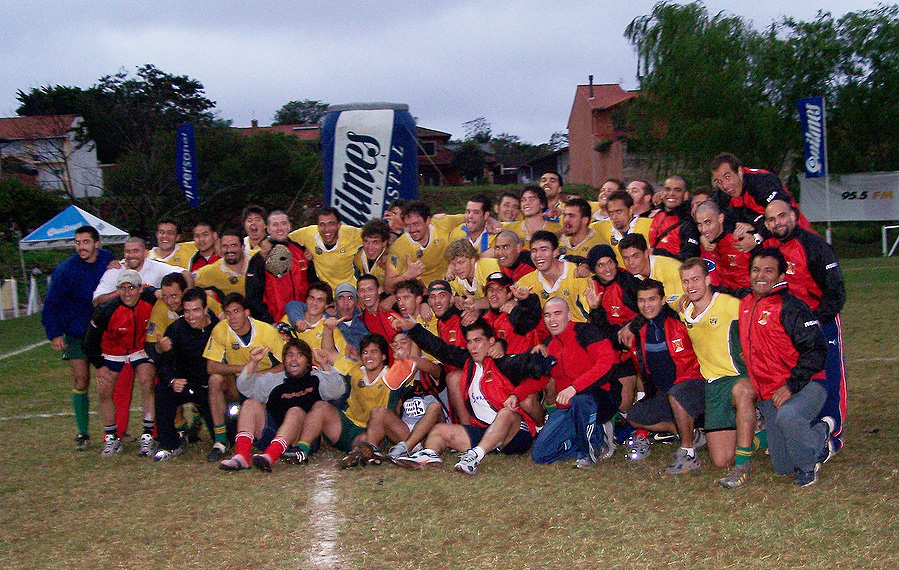
Die brasilianische und peruanische Rugby-Nationalmannschaften (2005)

Ab 2000 fanden die Südamerikameisterschaften jährlich statt, doch die Kräfteverhältnisse auf dem Kontinent schienen unverrückbar zu sein. Zudem war Brasilien in die Division B eingeteilt und traf dort nicht mehr auf die starken Gegner Argentinien, Chile und Uruguay. 2000 gewann es die erste Austragung gegen Peru und Venezuela, 2001 und 2002 wiederholte es diesen Erfolg mit Siegen gegen Kolumbien, Peru und Venezuela. Dabei zählte das Turnier 2001 als erste südamerikanische Qualifizierungsrunde zur Weltmeisterschaft 2003, wodurch Brasilien die folgende Qualifikationsrunde erreichte. In dieser setzten sich die Brasilianer gegen Trinidad und Tobago durch; obschon sie die letzten Spiele gegen Chile und Paraguay verloren und das Hauptturnier versäumten, verkleinerte sich ihr Abstand zu den besseren Teams.
Vor Beginn der Südamerikameisterschaft 2003 verlor Brasilien ein Qualifikationsspiel gegen Paraguay um die Divisionseinteilung, weshalb es in der Division B verbleiben musste. In dieser musste das Team den Venezolanern aufgrund des Ergebnisses der direkten Begegnung den Vortritt lassen. Ein Jahr später mussten sich die Brasilianer mit dem zweiten Platz hinter den Absteigern aus Paraguay begnügen. Die Südamerikameisterschaft 2004 zählte teilweise als erste Qualifikationsrunde zur Weltmeisterschaft 2007, dort ersetzte Peru jedoch Paraguay, wodurch die Brasilianer als Gruppenerste die zweite Runde erreichten. In dieser schieden sie allerdings nach deutlichen Niederlagen gegen Chile und Paraguay aus.
2005 mussten die Brasilianer letztmals den Paraguayern den Vortritt lassen. Anschließend gelang ihnen eine markante Steigerung, als sie ihre Division der Jahre 2006, 2007 und 2008 unbesiegt für sich entschieden. Erstmals seit 1989 stieg die Mannschaft in die höchste Division des südamerikanischen Turnieres auf. Die Südamerikameisterschaft 2008 zählte gleichzeitig als erste Qualifikationsrunde zur Weltmeisterschaft 2011. Nach zwei Siegen gegen Trinidad und Tobago erreichte Brasilien die Runde 3a, erlitt in dieser jedoch deutliche Niederlagen sowohl gegen Chile als auch Uruguay.
Die Südamerikameisterschaften der Jahre 2009, 2010 und 2011 beendeten die Brasilianer jeweils auf dem dritten Platz hinter Chile und Uruguay. In der Südamerikameisterschaft 2012 reichte es für die Brasilianer nur für den vierten Platz. Im selben Jahr berichtete die New York Times, dass Rugby nach Mixed Martial Arts der am schnellsten wachsende Sport Brasiliens sei. Dies war teilweise auf das Engagement von World Rugby in Brasilien im Rahmen der Wiederzulassung von Rugby in der Variante Siebener-Rugby bei den Olympischen Sommerspielen 2016 zurückzuführen. Seitdem wurde Brasiliens Siebener-Rugby-Nationalmannschaft mehrmals zur Teilnahme an der World Rugby Sevens Series eingeladen, in der es auf etablierte Mannschaften trifft. Die Südamerikameisterschaft 2013 begann Brasilien mit einem Sieg im Platzierungsspiel gegen Paraguay, danach reichte es in der Division A jedoch nur zum vierten Platz. Da dies gleichzeitig Teil der Qualifikation zur Weltmeisterschaft 2015 war, versäumte Brasilien erneut das Hauptturnier.
2014 gelang Brasilien der erste Sieg gegen Chile mit 24:16. Seit 2009 waren mehrere Initiativen ergriffen worden, die den Charakter des brasilianischen Rugbys veränderten. Die Anzahl registrierter Spieler nahm zu und der Verband baute erfolgreiche Sponsorschaften mit Unternehmen wie der Banco Bradesco auf, die von einer gewinnbringenden Zukunft des brasilianischen Rugby ausgehen. 2015 reichte es für Brasilien nur zum vierten Platz hinter Chile, Uruguay und Paraguay. Im selben Jahr bestritten die Brasilianer zwei Test Matches gegen Deutschland, davon eines im Estádio do Pacaembu. 10.000 Zuschauer besuchten beide Spiele, die damals höchste Zuschauerzahl für Rugby in Brasilien.
Der 2009 eingeführte Wettbewerb Americas Rugby Championship, an dem zunächst verschiedene Reserve-Nationalmannschaften teilnahmen, erfuhr 2016 eine grundlegende Änderung. Nun traten die fünf besten Nationalteams des amerikanischen Doppelkontinentes jährlich in einem Rundenturnier nach dem Vorbild der europäischen Six Nations aufeinander. Nur Argentinien blieb weiterhin mit den Reserven (den Jaguares) vertreten, um den Wettbewerb ausgeglichen zu gestalten. In der ersten Ausgabe im Februar und März 2016 war Brasilien drauf und dran, historische Siege gegen Chile und Uruguay zu erzielen und verlor jeweils denkbar knapp. Nachdem Brasilien 25 Punkte im ersten Spiel gegen Kanada erzielen konnte, gewann es mit 24:23 gegen die Vereinigten Staaten in Pacaembu; Brasilien verlor das letzte Spiel gegen Argentinien mit 7:42, erzielte aber den ersten Versuch seit Jahrzehnten gegen diese Mannschaft.
Während der Südamerikameisterschaft 2016 übertrug RedeTV!, einer der großen Fernsehsender des Landes, Brasiliens Spiele live. Das Turnier diente gleichzeitig als erste Qualifikationsrunde zur Weltmeisterschaft 2019. Brasilien traf im Allianz Parque in São Paulo, einem der größten Stadien des Landes, in dem Rugby gespielt wurde, auf Uruguay. Brasilien erzielte ein 20:20-Unentschieden gegen Chile, womit es den weiteren Fortschritt im südamerikanischen Rugby unter Beweis stellte. Zum Abschluss des Turnieres gewann die Mannschaft mit 32:21 gegen Paraguay und belegte aufgrund der Punktedifferenz den dritten Platz hinter Uruguay und Chile. 2017 erlitt das Team eine knappe Niederlage gegen Chile, bevor es Uruguay unterlag und Paraguay hinter sich lassen konnte. Im selben Jahr verbesserte sich Brasilien in der Americas Rugby Championship abermals und bezwang erstmals Chile mit einem 17:3, worauf der erste Sieg gegen Kanada im Pacaembu mit einem 24:23 folgte. Nach diesen Siegen belegte Brasilien mit dem 30. Platz in der World-Rugby-Weltrangliste den besten Platz bisher seit der Einführung der Weltrangliste 2003. In der WM-Qualifikationsrunde 3a unterlag es wieder Chile und Uruguay, obschon die Ergebnisse diesmal knapper ausfielen als zuvor. Am 18. November 2017 erzielte Brasilien erstmals Siege auf europäischen Boden, als es Belgien und Portugal bezwang, womit die Mannschaft ihren Erfolg der 2010er Jahre unterstrich. In der Americas Rugby Championship 2018 besiegte Brasilien erstmals Chile auswärts, und in der reorganisierten Südamerikameisterschaft desselben Jahres gewann es gegen die zweite Mannschaft Argentiniens, der erste Sieg gegen eine argentinische Auswahl. Danach schlug Brasilien Kolumbien und sicherte sich erstmals die südamerikanische Meisterschaft. Diese Leistung setzten die Brasilianer in der Americas Rugby Championship 2019 mit Siegen gegen Kanada und Chile sowie einer knappen Niederlage gegen die Vereinigten Staaten fort, gleichbedeutend mit ihrem bisher besten Turnierverlauf. In der anschließenden Südamerikameisterschaft gewann Brasilien sein Gruppenspiel gegen Paraguay, unterlag aber den Reservemannschaften Argentiniens und Uruguays.
Nach dem Ausbruch der COVID-19-Pandemie Anfang 2020 konnte anderthalb Jahre lang kein einziges Test Match ausgetragen werden, auch fanden seither weder eine Südamerikameisterschaft noch eine Austragung der Americas Rugby Championship statt. Erst im Juli 2021, mit dem Beginn der Qualifikation für die Weltmeisterschaft 2023, griffen die Tupis wieder ins internationale Spielgeschehen ein. In der Runde 2a mussten die Brasilianer abermals knappe Niederlagen gegen die Chilenen und Uruguayer hinnehmen.

## Trikot, Logo und Spitzname
Die Nationalmannschaft Brasiliens spielt traditionell in gelben Trikots mit grünen Farbakzenten, grünen Hosen und grünen Socken. Das Auswärtstrikot ist grün mit weißen Farbakzenten, weißen Hosen und grünen Socken.
Aktueller Trikotausrüster der brasilianischen Nationalmannschaft ist der argentinische Sportartikelhersteller Topper, Trikotsponsor ist die brasilianische Banco Bradesco. Auf den Trikots erscheint das Verbandslogo auf der rechten Seite, das Ausrüsterlogo links und das Sponsorenlogo in der Mitte.
Das Logo des Verbandes Confederação Brasileira de Rugby, das auch auf dem Trikot zu sehen ist, zeigt einen Rugbyball zwischen zwei Malstangen auf gelben Grund mit dem Schriftzug Brasil Rugby darüber.
Im März 2012 gab die CBRu Os Tupis als offiziellen Spitznamen der brasilianischen Rugby-Union-Nationalmannschaft bekannt. Dieser wurde in Anlehnung an die Tupis, das wichtigste indigene Volk Brasiliens, ausgewählt. Der Auswahlprozess begann im Jahr 2010, als die CBRu erstmals E-Mails mit Namensvorschlägen erhielt. Dabei kamen Tupis, Sucuris (Anakondas) und Araras (Aras) in die engere Auswahl. Fans votierten auf der Internetseite mit 47 % der Stimmen (4.387 Stimmen) zugunsten Tupis. Laut Sami Arap, Präsident der CBRu zwischen 2012 und 2016, „unterstreicht die Wahl die Wurzeln der brasilianischen Nation. Tupi repräsentiert die Essenz unseres Landes und bezieht sich auf unsere Stärke, Ausdauer, Loyalität und unseren Teamgeist.“

## Stadion
Das Heimstadion der brasilianischen Nationalmannschaft ist das Estádio do Pacaembu in São Paulo mit einer Kapazität von 26.000 Zuschauern.

## Test Matches
Brasilien hat 71 seiner bisher 174 Test Matches gewonnen, was einer Gewinnquote von 40,80 % entspricht. Die Statistik der Test Matches Brasiliens gegen alle Nationen, alphabetisch geordnet, ist wie folgt (Stand 6. April 2025):
| Land                         | Spiele | Gewonnen | Unent- schieden | Verloren | % Siege |
| ---------------------------- | ------ | -------- | --------------- | -------- | ------- |
| Argentinien                  | 11     | 0        | 0               | 11       | 0,00    |
| Belgien                      | 2      | 1        | 0               | 1        | 50,00   |
| Chile                        | 32     | 5        | 2               | 25       | 15,63   |
| Costa Rica                   | 1      | 1        | 0               | 0        | 100,00  |
| Deutschland                  | 5      | 0        | 0               | 5        | 0,00    |
| Hongkong                     | 4      | 1        | 0               | 3        | 25,00   |
| Kanada                       | 5      | 2        | 0               | 3        | 40,00   |
| Kenia                        | 3      | 0        | 0               | 3        | 0,00    |
| Kolumbien                    | 12     | 12       | 0               | 0        | 100,00  |
| Mexiko                       | 2      | 2        | 0               | 0        | 100,00  |
| Paraguay                     | 30     | 19       | 0               | 11       | 63,33   |
| Peru                         | 8      | 8        | 0               | 0        | 100,00  |
| Portugal                     | 6      | 2        | 0               | 4        | 33,33   |
| Rumänien                     | 2      | 0        | 0               | 2        | 0,00    |
| Simbabwe                     | 1      | 0        | 0               | 1        | 0,00    |
| Spanien                      | 2      | 0        | 0               | 2        | 0,00    |
| Trinidad und Tobago          | 5      | 4        | 0               | 1        | 80,00   |
| Uruguay                      | 29     | 3        | 0               | 26       | 10,34   |
| Venezuela                    | 10     | 9        | 0               | 1        | 90,00   |
| Vereinigte Arabische Emirate | 1      | 1        | 0               | 0        | 100,00  |
| Vereinigte Staaten           | 5      | 1        | 0               | 4        | 20,00   |
| Gesamt                       | 174    | 71       | 2               | 101      | 40,80   |

## Erfolge

### Weltmeisterschaften
Brasilien konnte sich noch nie für die Rugby-Union-Weltmeisterschaft qualifizieren.
| Jahr | Resultat                                               | Spiele                                                 | Siege                                                  | Unent.                                                 | Ndlg.                                                  | +/-                                                    | Punkte                                                 |
| ---- | ------------------------------------------------------ | ------------------------------------------------------ | ------------------------------------------------------ | ------------------------------------------------------ | ------------------------------------------------------ | ------------------------------------------------------ | ------------------------------------------------------ |
| 1987 | nicht eingeladen                                       | nicht eingeladen                                       | nicht eingeladen                                       | nicht eingeladen                                       | nicht eingeladen                                       | nicht eingeladen                                       | nicht eingeladen                                       |
| 1991 | nicht teilgenommen                                     | nicht teilgenommen                                     | nicht teilgenommen                                     | nicht teilgenommen                                     | nicht teilgenommen                                     | nicht teilgenommen                                     | nicht teilgenommen                                     |
| 1995 | nicht teilgenommen                                     | nicht teilgenommen                                     | nicht teilgenommen                                     | nicht teilgenommen                                     | nicht teilgenommen                                     | nicht teilgenommen                                     | nicht teilgenommen                                     |
| 1999 | nicht qualifiziert (1. Qualifikationsrunde)            | nicht qualifiziert (1. Qualifikationsrunde)            | nicht qualifiziert (1. Qualifikationsrunde)            | nicht qualifiziert (1. Qualifikationsrunde)            | nicht qualifiziert (1. Qualifikationsrunde)            | nicht qualifiziert (1. Qualifikationsrunde)            | nicht qualifiziert (1. Qualifikationsrunde)            |
| 2003 | nicht qualifiziert (2. Qualifikationsrunde)            | nicht qualifiziert (2. Qualifikationsrunde)            | nicht qualifiziert (2. Qualifikationsrunde)            | nicht qualifiziert (2. Qualifikationsrunde)            | nicht qualifiziert (2. Qualifikationsrunde)            | nicht qualifiziert (2. Qualifikationsrunde)            | nicht qualifiziert (2. Qualifikationsrunde)            |
| 2007 | nicht qualifiziert (2. Qualifikationsrunde)            | nicht qualifiziert (2. Qualifikationsrunde)            | nicht qualifiziert (2. Qualifikationsrunde)            | nicht qualifiziert (2. Qualifikationsrunde)            | nicht qualifiziert (2. Qualifikationsrunde)            | nicht qualifiziert (2. Qualifikationsrunde)            | nicht qualifiziert (2. Qualifikationsrunde)            |
| 2011 | nicht qualifiziert (2. Qualifikationsrunde)            | nicht qualifiziert (2. Qualifikationsrunde)            | nicht qualifiziert (2. Qualifikationsrunde)            | nicht qualifiziert (2. Qualifikationsrunde)            | nicht qualifiziert (2. Qualifikationsrunde)            | nicht qualifiziert (2. Qualifikationsrunde)            | nicht qualifiziert (2. Qualifikationsrunde)            |
| 2015 | nicht qualifiziert (Runde 3A: CONSUR Division A 2013)  | nicht qualifiziert (Runde 3A: CONSUR Division A 2013)  | nicht qualifiziert (Runde 3A: CONSUR Division A 2013)  | nicht qualifiziert (Runde 3A: CONSUR Division A 2013)  | nicht qualifiziert (Runde 3A: CONSUR Division A 2013)  | nicht qualifiziert (Runde 3A: CONSUR Division A 2013)  | nicht qualifiziert (Runde 3A: CONSUR Division A 2013)  |
| 2019 | nicht qualifiziert (Runde 3A: CONSUR Division A 2017)  | nicht qualifiziert (Runde 3A: CONSUR Division A 2017)  | nicht qualifiziert (Runde 3A: CONSUR Division A 2017)  | nicht qualifiziert (Runde 3A: CONSUR Division A 2017)  | nicht qualifiziert (Runde 3A: CONSUR Division A 2017)  | nicht qualifiziert (Runde 3A: CONSUR Division A 2017)  | nicht qualifiziert (Runde 3A: CONSUR Division A 2017)  |
| 2023 | nicht qualifiziert (Runde 2a: Südamerikameisterschaft) | nicht qualifiziert (Runde 2a: Südamerikameisterschaft) | nicht qualifiziert (Runde 2a: Südamerikameisterschaft) | nicht qualifiziert (Runde 2a: Südamerikameisterschaft) | nicht qualifiziert (Runde 2a: Südamerikameisterschaft) | nicht qualifiziert (Runde 2a: Südamerikameisterschaft) | nicht qualifiziert (Runde 2a: Südamerikameisterschaft) |
| 2027 | noch ausstehend                                        | noch ausstehend                                        | noch ausstehend                                        | noch ausstehend                                        | noch ausstehend                                        | noch ausstehend                                        | noch ausstehend                                        |
| 2031 | noch ausstehend                                        | noch ausstehend                                        | noch ausstehend                                        | noch ausstehend                                        | noch ausstehend                                        | noch ausstehend                                        | noch ausstehend                                        |

### Südamerikameisterschaft
Seit der 2009 nimmt Brasilien an sämtlichen Austragungen der Südamerikameisterschaft teil. Dabei konnte die Mannschaft einmal den Titel erringen, während sie einmal den zweiten Platz belegte.
- Turniersiege (1): 2018

### Americas Rugby Championship
Brasilien nimmt bei der seit 2009 durchgeführten Americas Rugby Championship (informell als „amerikanische Six Nations“ bekannt) teil und trifft dort auf die zweite Mannschaft Argentiniens, Chile, Kanada, Uruguay und die USA. Das bisher beste Ergebnis war der vierte Platz 2019.

### Weitere Test Matches
Im Gegensatz zu anderen traditionellen Rugbynationen begab sich die Nationalmannschaft Brasiliens während der Amateurära nie auf Touren nach Übersee und beschränkte sich bis Mitte der 1990er Jahre auf Begegnungen in Südamerika. Hingegen war man mehrmals Gastgeber von durch Südamerika tourenden Nationalteams. Heute stehen für Test Matches gegen Teams anderer Kontinente jedes Jahr zwei Zeitfenster zur Verfügung. Bei den Mid-year Internationals im Juni kommen Nationalteams nach Brasilien, bei den End-of-year Internationals im November reisen die Brasilianer nach Übersee (meist Europa). Im Gegensatz zu den vielen anderen Rugbynationen spielt Brasilien jedoch um keine besonderen Trophäen gegen seine Gegner.

## Spieler

### Aktueller Kader
Die folgenden Spieler bilden den Kader während der südamerikanischen Weltmeisterschaft 2027-Qualifikation:
| Spieler           | Position         | Verein            | Länderspiele |
| ----------------- | ---------------- | ----------------- | ------------ |
| Gustavo Gobeti    | Gedrängehalb     | Cobras            | 0            |
| Felipe Gonçalves  | Gedrängehalb     | Cobras            | 16           |
| João Amaral       | Verbinder        | Cobras            | 07           |
| Thiago Oviedo     | Verbinder        | Club Banco Nación | 0            |
| Lucas Spago       | Verbinder        | Cobras            | 13           |
| Moisés Duque      | Innendreiviertel | Cobras            | 65           |
| Carlo Mignot      | Innendreiviertel | Biarritz          | 03           |
| Lorenzo Massari   | Innendreiviertel | Cobras            | 18           |
| Robert Tenório    | Innendreiviertel | Cobras            | 32           |
| Widson Menezes    | Außendreiviertel | Cobras            | 0            |
| Robson Morais     | Außendreiviertel | Cobras            | 03           |
| Antonio Zanatta   | Außendreiviertel | Mogliano          | 01           |
| Raphael Hollister | Schlussmann      | Tonbridge         | 0            |
| Lucas Tranquez    | Schlussmann      | Cobras            | 53           |

| Spieler                    | Position             | Verein            | Länderspiele |
| -------------------------- | -------------------- | ----------------- | ------------ |
| Henrique Ferreira          | Hakler               | Cobras            | 09           |
| Yan Rosetti                | Hakler               | Barcelona         | 0            |
| Endy Willian               | Hakler               | Cobras            | 15           |
| Brendon Alves              | Pfeiler              | Cobras            | 03           |
| Tiago Gonçalves dos Santos | Pfeiler              | Cobras            | 0            |
| Vicente Galvão             | Pfeiler              | Cobras            | 0            |
| Leonel Moreno              | Pfeiler              | Lazio Rom         | 13           |
| Wilton Rebolo              | Pfeiler              | Houston SaberCats | 40           |
| Aquiles Schulter           | Pfeiler              | Cobras            | 0            |
| Caique Segura              | Pfeiler              | Lannemezan        | 33           |
| Matteo Dell’Acqua          | Zweite-Reihe-Stürmer | Reggio            | 12           |
| Ben Donald                 | Zweite-Reihe-Stürmer | Cobras            | 07           |
| Hélder Bryan Lúcio         | Zweite-Reihe-Stürmer | Cobras            | 01           |
| Gabriel Oliveira           | Zweite-Reihe-Stürmer | Cobras            | 09           |
| Felipe Rosa                | Zweite-Reihe-Stürmer | São Miguel        | 03           |
| André Arruda               | Flügelstürmer        | Cobras            | 44           |
| Matheus Cláudio            | Flügelstürmer        | Cobras            | 18           |
| Cléber Dias                | Flügelstürmer        | Cobras            | 47           |
| Adrio de Melo              | Flügelstürmer        | Cobras            | 17           |
| Rodolfo Martins            | Flügelstürmer        | Cobras            | 0            |
| Renato Santos              | Flügelstürmer        | Cobras            | 0            |

### Bekannte Spieler
Bisher wurde noch kein brasilianischer Spieler in die World Rugby Hall of Fame aufgenommen.

### Spielerstatistiken
Nachfolgend sind die wichtigsten Statistiken aufgelistet, die Spieler Brasiliens betreffen. Die mit * markierten Spieler sind noch aktiv und können sich weiter verbessern.
(Stand: Oktober 2024)
| Rang | Name                        | Zeitraum  | Spiele |
| ---- | --------------------------- | --------- | ------ |
| 01   | Moisés Duque                | 2008–2021 | 60     |
| 02   | Bruxinho Piero de Moraes    | 2012–2019 | 43     |
| 03   | Yan Rosetti                 | 2015–2021 | 42     |
| 04   | Ze Tranquez                 | 2013–2021 | 41     |
| 05   | Lucas Abud de Andrade       | 2012–2021 | 43     |
| 06   | Daniel Sancery              | 2016–2021 | 40     |
| 07   | Felipe Sancery              | 2015–2021 | 40     |
| 08   | Ige da Ros                  | 2002–2018 | 50     |
| 09   | Gelado Dias da Silva Junior | 2016–2021 | 37     |
| 10   | Buda Arruda                 | 2016–2021 | 38     |

| Rang | Name                   | Zeitraum  | Punkte |
| ---- | ---------------------- | --------- | ------ |
| 01   | Moisés Duque           | 2008–2021 | 293    |
| 02   | Joshua Reeves          | 2017–2021 | 179    |
| 03   | Tanque Duque           | 2005–2019 | 116    |
| 04   | Ze Tranquez            | 2013–2021 | 070    |
| 05   | Daniel Sancery         | 2016–2021 | 065    |
| 06   | Felipe Sancery         | 2015–2021 | 073    |
| 07   | Dave Harvey            | 2015–2016 | 040    |
| 08   | De Wet van Niekerk     | 2017–2019 | 035    |
| 09   | Maranhao Lima da Silva | 2011–2021 | 035    |
| 10   | Buda Arruda            | 2016–2021 | 030    |

| Rang | Name                   | Zeitraum  | Versuche |
| ---- | ---------------------- | --------- | -------- |
| 01   | Moisés Duque           | 2008–2021 | 15       |
| 02   | Felipe Sancery         | 2015–2021 | 14       |
| 03   | Daniel Sancery         | 2016–2021 | 13       |
| 04   | Tanque Duque           | 2005–2019 | 11       |
| 05   | Ze Tranquez            | 2013–2021 | 08       |
| 06   | Ige da Ros             | 2002–2018 | 08       |
| 07   | De Wet van Niekerk     | 2017–2019 | 07       |
| 08   | Maranhao Lima da Silva | 2011–2021 | 07       |
| 09   | Buda Arruda            | 2016–2021 | 06       |
| 10   | Matias Daniel          | 2011–2018 | 04       |

## Trainer
Folgende Personen waren Trainer der brasilianischen Nationalmannschaft:
| Name              | Jahre     |
| ----------------- | --------- |
| Rodolfo Ambrosio  | 2014–2019 |
| Fernando Portugal | 2019–2023 |
| Emiliano Caffera  | seit 2023 |